# غیرممکن (فیلم ۲۰۰۴)
غیرممکن (به هندی: Asambhav) فیلمی است محصول سال ۲۰۰۴ و به کارگردانی راجیو رای است. در این فیلم بازیگرانی همچون آرجون رامپال، پریانکا چوپرا، نصیرالدین شاه، دیپانیتا شارما، موهان آگاشه، یاشپال شارما، جامل خان ایفای نقش کرده‌اند.